# Maarja-Liis Ilus
Maarja-Liis Ilus (Tallin; 24 de diciembre de 1980), también conocida simplemente como Maarja, es una cantante estonia. Ha tenido bastante éxito en las distintas listas de sencillos en países de Asia y Europa. Representó a su país en el Festival de la Canción de Eurovisión 1996 junto a Ivo Linna y como solista en la edición de 1997.

## Carrera
La carrera musical de Maarja comenzó a la edad de 4 años, cuando debutó en la película musical Õnneseen. También apareció en el coro infantil del canal Eesti Televisioon y en 1996 fue protagonista del lanzamiento de su primer álbum de estudio homónimo.

## Su paso por Eurovisión
En 1996, Ilus participó junto a Ivo Linna en la Final Nacional estonia para representar a dicho país en el Festival de la Canción de Eurovisión, celebrado en Oslo, Noruega el 18 de mayo. Junto a Linna interpretaron la canción "Kaelakee hääl" ("La voz del collar") con la que obtuvieron el primer puesto, dándoles el derecho de representar a Estonia en el festival. Finalmente, la canción finalizó en el 5° lugar con 94 puntos.
Al año siguiente, Maarja volvió a participar en la misma Final Nacional para representar a su país en Eurovisión, con la canción "Keelatud maa" ("Tierra prohibida") alzándose con la victoria, lo que le dio nuevamente la posibilidad de volver a participar en el certamen anual, celebrado en Dublín, Irlanda. La canción obtuvo el 8° puesto con 82 puntos.
Además de sus victorias en las dos Finales Nacionales, ella logró el 6° puesto en 1996 con la canción "Kummalisel teel", junto a Evelin Samuel (representante estonia en Eurovisión 1999), Karl Madis y Pearu Paulus; el 7° lugar en 1997 con la canción "Aeg", junto a Hanna-Liina Võsa y Anne Värvimann; y el 4° lugar con la canción "Homme" en 2004.

## Después de Eurovisión
En 1999, se convirtió en Embajadora de buena voluntad de Unicef.
En 2002, hizo su debut en un musical, llamado Miss Saigón donde interpretó el papel de Ellen. Más tarde, apareció en diversos musicales en Estonia, tales como The Sound of Music (como María), Cats (como Grizabella), Evita (como Eva Perón) y Rent (como Joanne).

## Discografía
- Maarja-Liis (1996)
- First In Line (1998)
- Kaua veel (1998)
- City Life (2000)
- Look Around (2005)
- Läbi jäätunud klaasi (2006)
- Homme (2008)
- Jõuluingel (2009)
- Kuldne põld (2012)